# Aspidytidae
Aspidytidae  (лат.) — семейство полуводных жесткокрылых насекомых. 2 вида. Южная Африка и Китай.
Название группы происходит от двух греческих слов: aspis — «щит» и dytes — «ныряльщик». Длина тела около 5 до 7 мм. Окраска от тёмно-коричневой до чёрной. Жуки обитают на каменистых уступах в руслах рек, около водных порогов и водопадов. Аспидитиды не имеют (в отличие от большинства плавунцов) бахромы из плавательных волосков на задних ногах и поэтом они не способны плавать, а только ползают под водой по камням
. Новое семейство близко Amphizoidae и разделяет признаки надсемейства Дитискоидные, что было поддержано изучением личиночных стадий развития.
- Род Aspidytes Ribera, Beutel, Balke and Vogler, 2002 
  - Aspidytes niobe Ribera, Beutel, Balke and Vogler, 2002 — Южная Африка
  - Aspidytes wrasei Balke, Ribera & Beutel, 2003 — Китай (провинция Шэньси)[2]